# Vrhovska vas
Vrhovska vas (Duits: Oberdorf of Werchovendorf) is een plaats in Slovenië en maakt deel uit van de gemeente Brežice in de NUTS-3-regio Spodnjeposavska. De plaats telde 65 inwoners op 1 januari 2020.